# Charles de Héraugière
Charles de Héraugière, né en 1556 à Cambrai et mort en 1601, est un noble wallon protestant. Capitaine de l'armée des États généraux des Provinces-Unies durant la guerre de Quatre-Vingts Ans, il est gouverneur de la ville de Bréda.

## Biographie

### Siège de L'Écluse et coup manqué à Leyde (1587)
À l'été 1587, alors capitaine, Charles de Héraugière participe à la défense de L'Écluse (en), assiégée par Alexandre Farnèse. La garnison, malgré des preuves de courage héroïques, est contrainte de se rendre, faute de renforts. Déçu par Maurice de Nassau et le Philippe de Hohenlohe-Neuenstein dans cette déroute, il participe à une cabale qui vise à rendre le comte de Leicester maître de la ville de Leyde en octobre 1587. Le plan est déjoué et les instigateurs sont exécutés, mais Charles de Héraugière s'en sort indemne ; seule sa réputation en pâtit.

### Prise de Bréda (1590)
Cependant, une occasion se présente rapidement de laver son honneur : Johan van Oldenbarnevelt le propose au prince Maurice de Nassau pour mener une attaque surprise sur la ville de Bréda en y introduisant des hommes à bord d'une embarcation transportant de la tourbe (en néerlandais : turfschip (nl)). Héraugière, qui se trouve avec sa compagnie à Voorne lorsqu'il reçoit cette proposition, l'accepte avec grand enthousiasme et exprime sa volonté de mener à bien cette périlleuse entreprise pour son pays et la maison d'Orange.
C'est ainsi que le 26 février 1590, il embarque avec 68 soldats hollandais dans le navire d'Adrian van der Berg (en) pour remonter le Mark en direction de Bréda. Le 3 mars, ils arrivent aux portes de Breda. Cachés sous la tourbe, Héraugière et ses hommes réussissent à entrer dans la ville et à envoyer un signal à Maurice de Nassau, qui met aussitôt en marche ses troupes vers la cité.
Le matin du 4 mars, les attaquants sortent en cachette de la barque et, par une action rapide, surprennent les soldats italiens de la garnison de Bréda, qui se disperse en désordre. Lorsque le comte de Hohenlohe arrive aux portes de Bréda avec la cavalerie hollandaise et, derrière lui, Maurice de Nassau à la tête du gros de l'armée hollandaise, Héraugière et ses hommes ont déjà pris le contrôle de la ville.
En récompense de ses exploits, il reçoit le titre de gouverneur de la ville de Bréda (la plus haute autorité militaire), une médaille et plusieurs pièces d'argenterie. De plus, pour commémorer cette victoire, devenue un véritable symbole national, un portrait de lui est réalisé (conservé aujourd'hui au Rijksmuseum) ainsi qu'une barque à tourbe (turfschip) en argent.

### Prises de Huy et de Lierre (1595)
Le 17 janvier 1595, le nouveau roi de France, Henri IV, déclare la guerre à l'Espagne. Henri de La Tour d'Auvergne, duc de Bouillon, est de nouveau chargé de mener une campagne par le Luxembourg et de s'emparer, avec le concours des troupes des États généraux, de la ville de Huy (qui appartenait alors à la Principauté de Liège), afin de créer un couloir entre la France et les Provinces-Unies. C'est ainsi que le 6 février 1595, Charles de Héraugière s'empare, une nouvelle fois par la ruse, du château et de la ville de Huy. Toutefois, le prince-évêque de Liège demande au nouveau gouverneur des Pays-Bas, le comte Fuentes, d'intervenir : les troupes espagnoles, menées par Valentin de Pardieu, reprennent la ville le 20 mars 1595 et la restituent à la Principauté de Liège.
Peu après, le 14 octobre 1595, Charles de Héraugière décide d'entreprendre un hardi coup de main : il organise un raid à travers la Campine et, grâce à la faiblesse de la garnison partie prêter main-forte au siège de Cambrai, parvient à forcer l'entrée de la ville de Lierre. Finalement, des renforts appelés d'Anvers et de Malines permettent aux Lierrois de repousser l'assaillant,. Cet épisode est connu sous le nom de « furie lierroise ».

### Bataille de Turnhout (1597)
On retrouve Charles de Héraugière en 1597, où il commande une partie de l'armée des Provinces-Unies qui part à l'assaut de la ville de Turnhout, tenue par une forte garnison espagnole. La bataille voit les reîtres hollandais mettre en déroute les Espagnols.

## Héraugière et Bréda

### Propriété
Depuis qu'il est fait gouverneur de Bréda en 1590, Charles de Héraugière procède à de nombreuses acquisitions dans la ville : il commence en 1592 par l'achat de l'ancien champ de tir (en néerlandais : Schuttersdoelen), puis poursuit avec l'acquisition de plusieurs parcelles et maisons sur Doelstraat puis sur Catharinastraat. Finalement, en 1598, sa propriété s'étend du Béguinage (nl) pour s'enfoncer dans l'actuel parc de Valkenberg (nl) et comprend une large habitation, une cour et des écuries ainsi qu'un vaste jardin. Toutefois, Charles de Héraugière ne profite pas longtemps de ses acquisitions, car il trouve la mort en 1601,.

### Religion
Émigré de Cambrai pour sa foi protestante et amer de tout ce qui était espagnol et catholique, Charles de Héraugière voit l'opportunité lorsqu'il devient gouverneur de Bréda : y fonder une congrégation wallonne. Pour pasteur, il s'attache les services de Chrétien du Blocq, et pour édifice, il choisit la chapelle Saint-Wendelin, située à la bordure de sa propriété, et qui appartenait jusqu'alors aux béguines : c'est ainsi qu'est fondée l'Église wallonne de Bréda (nl).

### Hommages
Un canon en verre, d'un artisan inconnu, ayant appartenu à Charles de Héraugière a été découvert en 1999. Il est conservé au Stedelijk Museum Breda (nl). On y trouve également un exemplaire de la médaille frappée en son honneur en 1590 pour la prise de Bréda.

## Caractère
Les exploits militaires de Charles de Héraugière mettent au jour son caractère rusé. Sa correspondance met aussi en évidence son aspect menaçant. Ainsi, en 1592, alors qu'il occupe ses fonctions de gouverneur de Bréda, il écrit une lettre aux édiles de Helmont pour leur demander de lui envoyer un geai polyglotte appartenant à Jan Becx Lamberts, patron de l'auberge De Wildeman. La menace contenue dans la lettre est à peine voilée, et les remerciements qui suivent l'envoi de l'animal sont du même acabit : « [...] je vous remercie de bien bonne affection, vous asceurant, que je tacheray de recognaistre par toues moyens le plaisir, que m’avez fait en cest endroit. ».
La méfiance que sa célèbre rouerie inspire est également bien illustrée par l'épisode suivant. Après le retour aux Pays-Bas du prince Philippe-Guillaume d'Orange en 1596, le roi Philippe II charge le cardinal Albert d'Autriche de négocier avec Charles de Héraugière. Ce dernier propose de rendre aux catholiques non seulement la place forte dont il est le gouverneur, mais aussi Mont-Sainte-Gertrude, dont le gouverneur était un membre de sa famille. Mais le cardinal, connaissant la cautèle de Héraugière, refuse sa proposition, de peur qu'il s'agisse d'une embuscade.

## Fiction
Charles de Héraugière figure dans la nouvelle historique Sankt Thomas (de) de Wilhelm Raabe.